# Гострий живіт
Го́стрий живі́т — клінічний синдром, який розвивається при пошкодженнях і гострих захворюваннях органів черевної порожнини і який часто потребує невідкладної хірургічної допомоги.

## Причини «гострого живота»
- перитоніт;
- гострий апендицит;
- перфорація (прорив) виразки шлунка і кишки;
- гострий холецистит і панкреатит;
- перфорація жовчного міхура;
- кишкова непрохідність;
- токсичний мегаколон
- защемлення грижі;
- гострі запальні процеси в придатках матки
- позаматкова вагітність;
- травми живота, з розривом печінки, селезінки, які часто ускладнюються внутрішньочеревною кровотечею

## Клінічні прояви
Початок таких захворювань гострий, раптовий, стан різко погіршується, можливе затьмарення свідомості. Артеріальний тиск знижується, пульс стає частим, слабкого наповнення. Провідними ознаками вважаються: біль, нудота, блювання, болючість і напруження м'язів передньої черевної стінки при натисканні на неї. Біль може виникнути раптово серед повного здоров'я, може початися й поволі і лише через певний проміжок часу прийняти гострий характер. Біль спочатку локалізується в одній половині (частіше в правій), потім поширюється по всьому животу і може бути постійним, періодичним, нападоподібним або поступово наростати. Локалізація та поширення болю визначаються основним захворюванням.

## Лікування
1. Негайне транспортування хворого лежачи в хірургічне відділення лікарні.
2. Забезпечити хворому спокій.
3. Покласти мішечок з льодом або холодною водою.
4. Хворого не можна годувати, поїти, ставити їм очисні клізми, промивати шлунок, давати проносні, оскільки це може сприяти поширенню запального процесу.
5. Категорично забороняється введення наркотиків, знеболювальних, спазмолітиків тощо.